# Világosszegélyű varangyteknős
A világos szegélyű varangyteknős (Phrynops hilarii) a hüllők (Reptilia) osztályának a teknősök (Testudines) rendjéhez, ezen belül a kígyónyakúteknős-félék (Chelidae) családjához tartozó faj.

## Előfordulása
Brazília déli, Argentína északi részén, valamint Uruguay és Paraguay területén honos. Édesvízek lakója.

## Megjelenése
Testhossza 40 centiméter.
|  |